# Epsom and Ewell
Epsom and Ewell is een Engels district in het shire-graafschap (non-metropolitan county OF county) Surrey en telt 80.000 inwoners. De oppervlakte bedraagt 34 km².
Van de bevolking is 16,8% ouder dan 65 jaar. De werkloosheid bedraagt 1,8% van de beroepsbevolking (cijfers volkstelling 2001).
In het zuiden van het district ligt een renbaan Epsom Downs.

## Plaatsen
- Epsom
- Ewell